# Edson Queiroz
Edson Queiroz (Cascavel, 12 de abril de 1925 — Pacatuba, 8 de junho de 1982) foi um empresário brasileiro. A partir da empresa de distribuição de gás criou o Grupo Edson Queiroz. Atualmente as empresas do grupo são controladas por seus filhos.

## Biografia
Filho de Genésio Queiroz e Cordélia Antunes Queiroz, Edson trabalhou durante a sua juventude (1939 – 1945), no armazém de estivas do pai em Fortaleza. Foi aluno do Colégio Cearense, passou pelo Seminário da Prainha e concluiu o ginásio no Liceu do Ceará. Casou-se em 8 de setembro de 1945 com Yolanda Pontes Vidal com quem teve seis filhos: Airton José, Myra Eliane, Edson Filho, Renata, Lenise e Paula.
Em 1947, juntamente com o pai e outros sócios, montou a Loteria Estadual de Fortaleza e se formou técnico contábil no ano seguinte, construiu e iniciou a exploração do Abrigo Central e fundou a Loteria Estadual de Pernambuco, em 1949.
Em 18 de junho de 1951, Edson Queiroz fundou a Edson Queiroz e Cia., uma empresa de distribuição de gás liquefeito de petróleo (GLP).Obteve no ano seguinte a concessão de cotas de GLP da primeira Refinaria Nacional, depois renomeada Refinaria Landulpho Alves e fundou a Edson Queiroz Navegações, com uma frota inicial de cinco embarcações. Em 13 de abril de 1955 fundou uma filial da Edson Queiroz e Cia. no Pará e a S.A. Rádio Verdes Mares é fundada em junho. A Edson Queiroz e Cia. passou à sociedade anônima, sob a razão social de Norte Gás Butano S.A., em 1957 e foi criada a Sociedade Butano Ltda. para atuar no setor imobiliário.
A Norte Gás Butano construiu e inaugurou, em 1959, o primeiro terminal oceânico do Nordeste, em Fortaleza, o Terminal Ernesto Igel e no ano seguinte, em 21 de abril, inaugurou o terminal de gás de Belém. Em 1961, adquiriu o controle acionário da Rádio Verdes Mares AM. Em 1963 inaugurou a Tecnomecânica Norte Ltda., a Tecnorte e a Estamparia e Esmaltação Nordeste S/A Esmaltec, para fabricação de botijões e fogões.
Edson Queiroz comprou, em 1967, as fábricas de bicicletas Bristol e Göering, do Rio de Janeiro, que posteriormente seriam vendidas à Monark e se associou a José Afonso Sancho no jornal Tribuna do Ceará, onde implantou o sistema pioneiro de composição a frio e impressão offset.

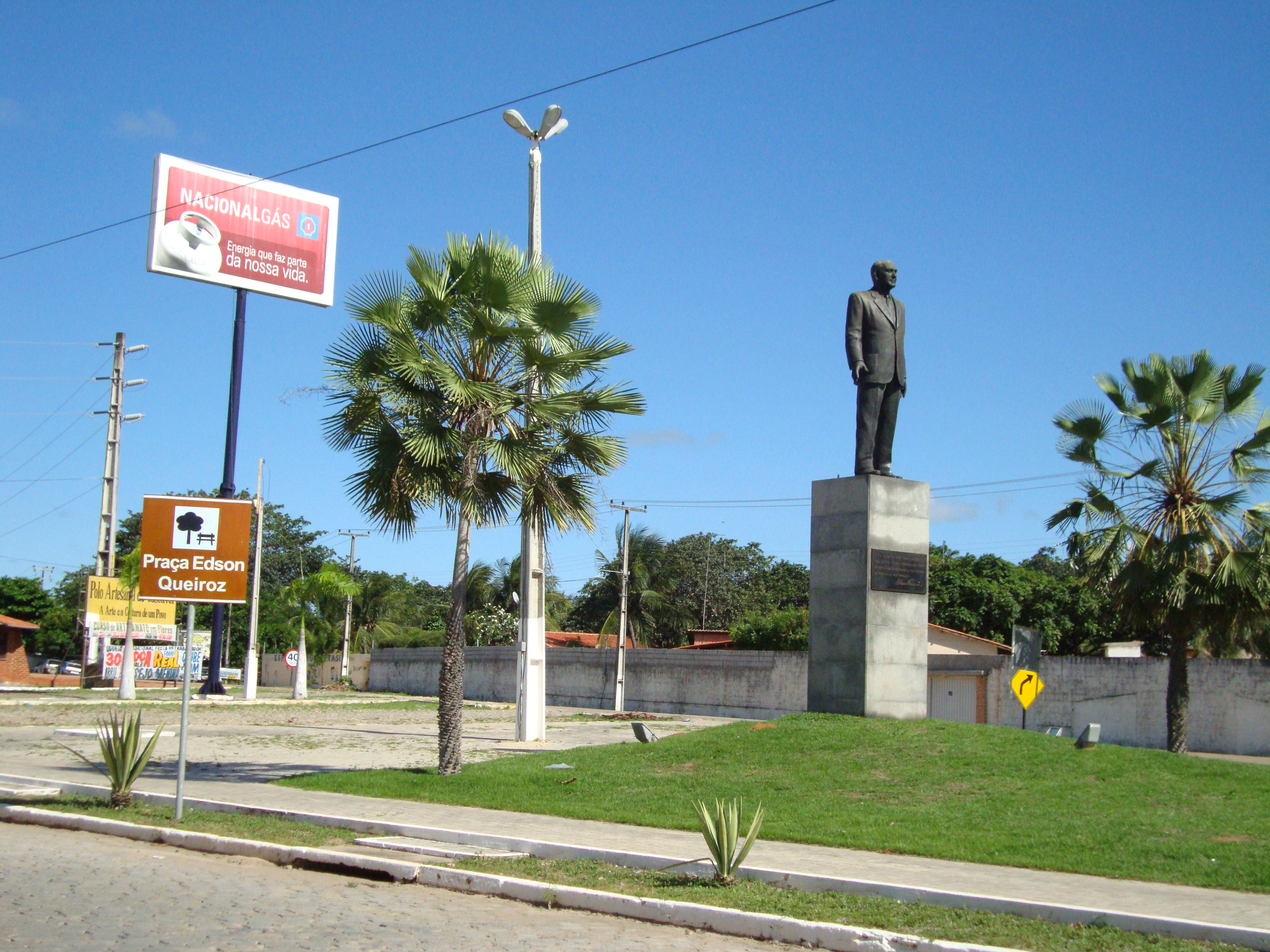
Estátua de Edson Queiroz a entrada de Cascavel.

Associado ao empresário Edmundo Rodrigues, Queiroz fundou, em 1968, a Cascavel Castanha de Caju Ltda., em Cascavel, de beneficiamento e exportação de castanha de caju e em 26 de maio do ano seguinte recebeu a medalha do Mérito Timbira da Cidade de São Luís, outorgada pelo governador do Maranhão, José Sarney. Em janeiro de 1970 inaugurou a Piauí Gás Butano, em Teresina e a TV Verdes Mares. Em 17 de abril de 1971, os conselhos Curador e Diretor da Fundação Edson Queiroz decidiram criar a Universidade de Fortaleza (UNIFOR). Em 5 de março recebeu do governador Plácido Aderaldo Castelo a medalha da Abolição, do governo do Ceará.
Em 1972, Queiroz iniciou investimentos no setor pecuário, a Butano Agropecuária e recebeu o título de Cidadão de São Luís, em 3 de dezembro. A Norte Gás Butano comprou o acervo da Brasilgás em Alagoas, Pernambuco, Pará e Rio Grande do Norte, em 1973 e inaugurou o terminal José Ribamar Marão, da Maranhão Gás Butano. No mesmo ano recebeu a Placa de Prata Homem do Petróleo do Ano. Em 1975, inaugurou a Rádio Verdes Mares FM, recebeu o prêmio Homem Tendência, da revista Tendência. No ano seguinte comprou a Heliogás no Rio de Janeiro e entrou em operação a Norte Gás Butano Distribuidora Ltda., sucessora da Norte Gás Butano S/A Comércio e Participações, que se transformou numa das holdings do Grupo. Edson Queiroz recebeu o título de "Cidadão de Belém" e o troféu "Mascate do Ano" 1976, da Confederação Nacional do Comércio no Rio de Janeiro.
Queiroz integrou a comitiva presidencial que foi ao México e à Alemanha em 1978. A Norte Gás Butano inaugurou sua base em Maceió. No ano seguinte viajou para a Venezuela na comitiva presidencial de João Figueiredo e o Grupo Edson Queiroz iniciou suas atividades no setor de distribuição de água mineral, adquirindo a marca Indaiá.
Em 1980, Edson Queiroz recebeu o Diploma Sesquicentenário de Alencar, da Secretaria Estadual da Cultura do Ceará e foi designado, pelo Decreto 75.421, para integrar o Conselho Nacional de Pesquisas. Em 29 de outubro de 1981 recebeu a Medalha Cidade de Fortaleza da Câmara Municipal de Fortaleza. Depois disso Queiroz foi à França, Alemanha e Argentina, na comitiva presidencial de João Figueiredo. Ainda neste ano fundou o jornal Diário do Nordeste, que circulou pela primeira vez em 19 de dezembro de 1981.
Em 16 de fevereiro de 1982, Edson Queiroz adquiriu a Rádio Tamandaré (Pernambuco), em março, comprou a Rádio Tamoio do Rio de Janeiro e viajou aos Estados Unidos da América na comitiva presidencial de Figueiredo. Recebeu a medalha do Mérito Industrial outorgada pela Confederação Nacional da Indústria.
Edson Queiroz morreu no acidente do Voo VASP 168 em Pacatuba, no dia 08 de junho de 1982.